# 尤利娅·米哈尔斯卡
尤利娅·米哈尔斯卡（波蘭語：Julia Michalska，1985年7月21日—），波兰女子赛艇运动员。她曾代表波兰参加2008年和2012年夏季奥林匹克运动会赛艇比赛，其中2012年奥运会获得一枚铜牌。